# 히사에다촌
히사에다촌(久枝村)은 에히메현 온센군에 설치된 촌이다.